# Мічешть (Алба)
Мічешть, Мічешті (рум. Micești) — село у повіті Алба в Румунії. Адміністративно підпорядковане місту Алба-Юлія.
Село розташоване на відстані 271 км на північний захід від Бухареста, 3 км на північний захід від Алба-Юлії, 75 км на південь від Клуж-Напоки.

## Населення
За даними перепису населення 2002 року у селі проживали 1682 особи. Рідною мовою 1678 осіб (99,8%) назвали румунську.
Національний склад населення села:
| Національність | Кількість осіб | Відсоток |
| -------------- | -------------- | -------- |
| румуни         | 1667           | 99,1%    |
| цигани         | 7              | 0,4%     |
| угорці         | 6              | 0,4%     |